# Bleke teunisbloem
De bleke teunisbloem (Oenothera oehlkersii) is een plant behorend tot de familie Onagraceae. Hij komt voor op zonnige, open plaatsen op droge, zandige grond.

## Kenmerken
De kroonbladen zijn 3 tot 5 cm lang en de kelkbladeren zijn groen. De meeldraden zijn korter dan de stijl. De stempels steken boven de helmknoppen uit. De rechte haren op de groene stengel kunnen groeien op groene knobbels. 

## Verspreiding
De bleke teunisbloem komt voor in West-Europa. In zowel Nederland als België komt hij zeldzaam voor. Sinds 2000 is hij ingeburgerd.